# Phytoseius montanus
Phytoseius montanus är en spindeldjursart som beskrevs av De Leon 1965. Phytoseius montanus ingår i släktet Phytoseius och familjen Phytoseiidae. Inga underarter finns listade i Catalogue of Life.